# Belladone
Atropa belladonna
Pour la série de bande dessinée, voir Belladone (bande dessinée).
Pour le film d'animation, voir La Belladone de la tristesse.
Pour les articles homonymes, voir Belladonna et Belle-Dame.
Espèce
Classification APG III (2009)
Statut de conservation UICN

 EN  : En danger
Monde
La Belladone (Atropa belladonna) est une plante herbacée vivace de la famille des Solanacées. Elle est parfois désignée par divers noms vernaculaires : « belle cerise », « belle-dame », « bouton noir », « cerise du diable », « cerise empoisonnée », « guigne de côte », « herbe empoisonnée », « mandragore baccifère », « morelle furieuse », « morelle marine », « morelle perverse » ou encore « permenton »,.
Cette plante peut se révéler très toxique, ses baies noires contenant de l'atropine, substance active sur le système nerveux du fait de ses propriétés anticholinergiques. Les ophtalmologues l'utilisaient au XIXe siècle pour dilater la pupille lors d'un examen des yeux.

## Étymologie
Linné a nommé la plante Atropa belladonna en 1753 dans Species plantarum 1 :181. Son nom générique, Atropa, donné par Linné, correspond à celui de l'une des trois Moires, Atropos (« inflexible » en grec ancien), celle qui coupait le fil de la vie. Son épithète spécifique belladonna  vient de l’italien bella donna « belle dame ».
Cette dénomination de la plante est bien plus ancienne que l’époque de Linné. Deux siècles auparavant, Mattioli l’introduit dans son commentaire la matière médicale de Dioscoride (en italien en 1544, puis en latin en 1554) « Solanum majus, sive Herba Bella Donna » (ou traduction en français de 1572), avec pour seule justification que c’est l’usage des herboristes et des Vénitiens.
La première explication sera donnée en 1640 par le botaniste anglais John Parkinson dans le Theatrum Botanicum : les dames utilisent son jus ou son eau distillée, dont la qualité de grand froidure, permet d’obtenir un teint plus pâle. Vingt ans plus tard, le naturaliste John Ray reprend l’idée que les femmes l’utilisent pour « faire pâlir leur visage taché de rouge sous l’effet du vent froid ». Le même John Ray rapporte une observation importante : en appliquant la feuille de la plante près de l'œil pour soigner un ulcère chancreux, il observe une remarquable relaxation de la pupille.
La découverte de cette propriété antispasmodique aura deux conséquences 1) la dilatation de la pupille provoquée par la plante sera utilisée par Reimarus, Grasmeyer, Himly, en préparation de l’opération de la cataracte 2) l’étymologie sauvage selon laquelle, la dénomination de belladonna de la plante viendrait de ce qu'à la Renaissance, les Italiennes élégantes instillaient dans leurs yeux du jus de belladone pour faire briller leur regard et se donner plus d’attirance.
Les deux « étymologies » du terme botanique bella donna selon lesquelles l’expression viendrait de l’usage cosmétique de la substance soit comme fard soit comme collyre, par les élégantes italiennes, viennent donc de deux naturalistes anglais, environ un siècle après que le médecin naturaliste Pietro Andrea Mattioli a écrit en italien (en 1544, puis en latin en 1554) à Gorizia au nord-est de Venise, la traduction et les Commentaires de la Matière médicale de Dioscoride.
Toutes ces explications très tardives demandent confirmation et nous obligent à chercher l’origine de l’emploi de belladonna par les herboristes du temps de Mattioli. Selon les étymologistes, le terme serait peut-être de même origine que le latin médiéval bladonna (VIIIe – XIe siècle), adapté en moyen français français sous le nom de bladone (XVe siècle). Le mot d'origine gauloise, en passant dans les dialectes du Nord de l’Italie, devint beladonna, forme adaptée finalement en belladonna « belle dame ».

## Taxonomie
Atropa belladonna appartient à la famille des solanacées, famille très importante pour l'Homme qui comprend des végétaux alimentaires (par exemple : pomme de terre, tomate, aubergine, piment…), des plantes médicinales (baie de goji, mandragore…) et des plantes à forte toxicité parfois désignées sous le nom vernaculaire de morelles.
D'un point de vue pharmacologique, les solanacées à toxicité élevée sont classées schématiquement en trois groupes :
1. les solanacées à alcaloïdes de type nicotine, comme Nicotiana tabacum.
2. à alcaloïdes de type atropine, comme Atropa Belladona.
3. à glycoalcaloïde de type solanine, comme Solanum nigrum.

## Description
La belladone est une grande plante vivace à rhizome, robuste et ramifiée. Les tiges sont légèrement velues, de couleur rougeâtre. La plante peut atteindre jusqu'à 1,5 à 2 m de hauteur. Son port est dense et très touffu.

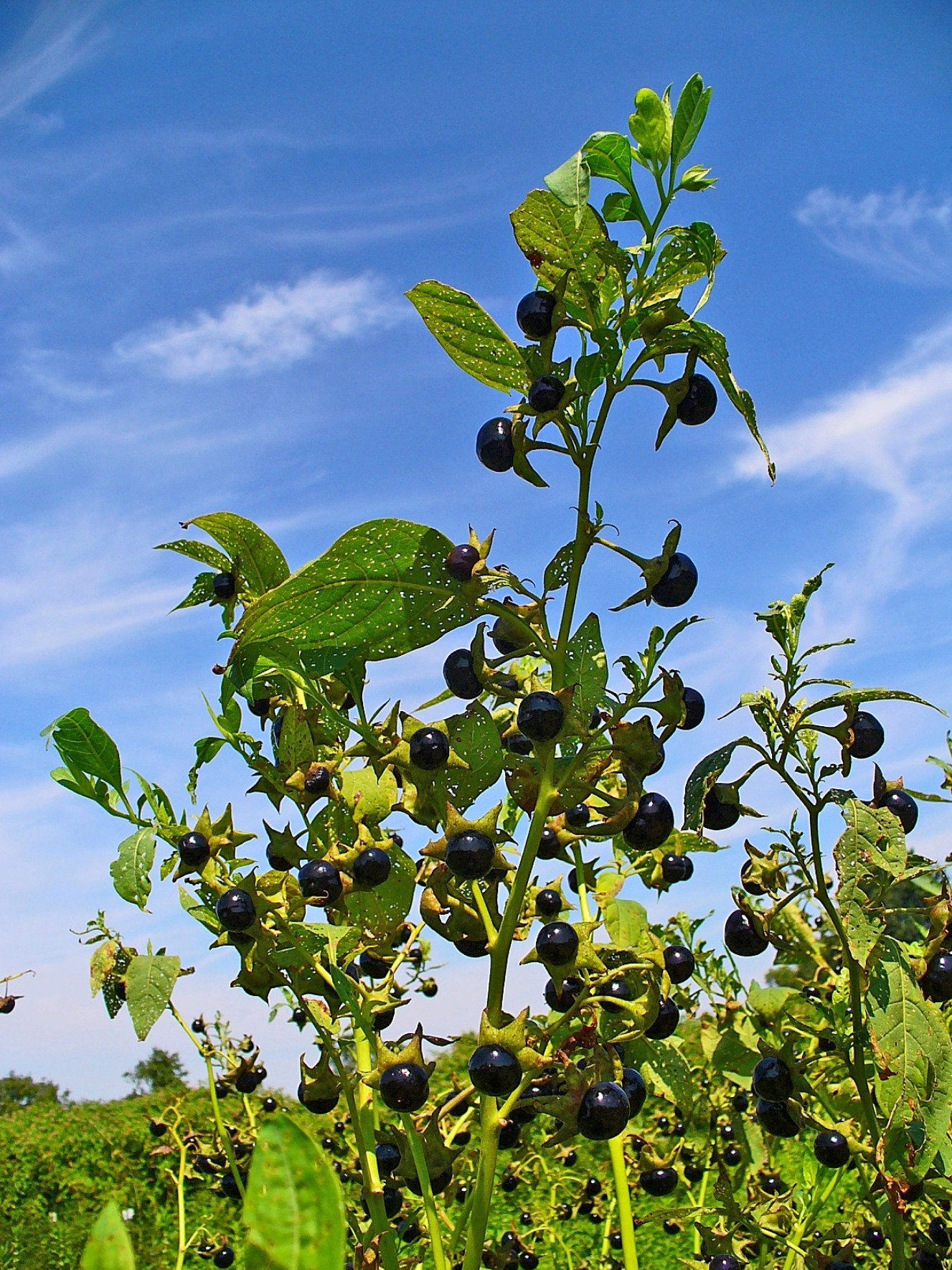
Une grande plante, robuste et ramifiée.
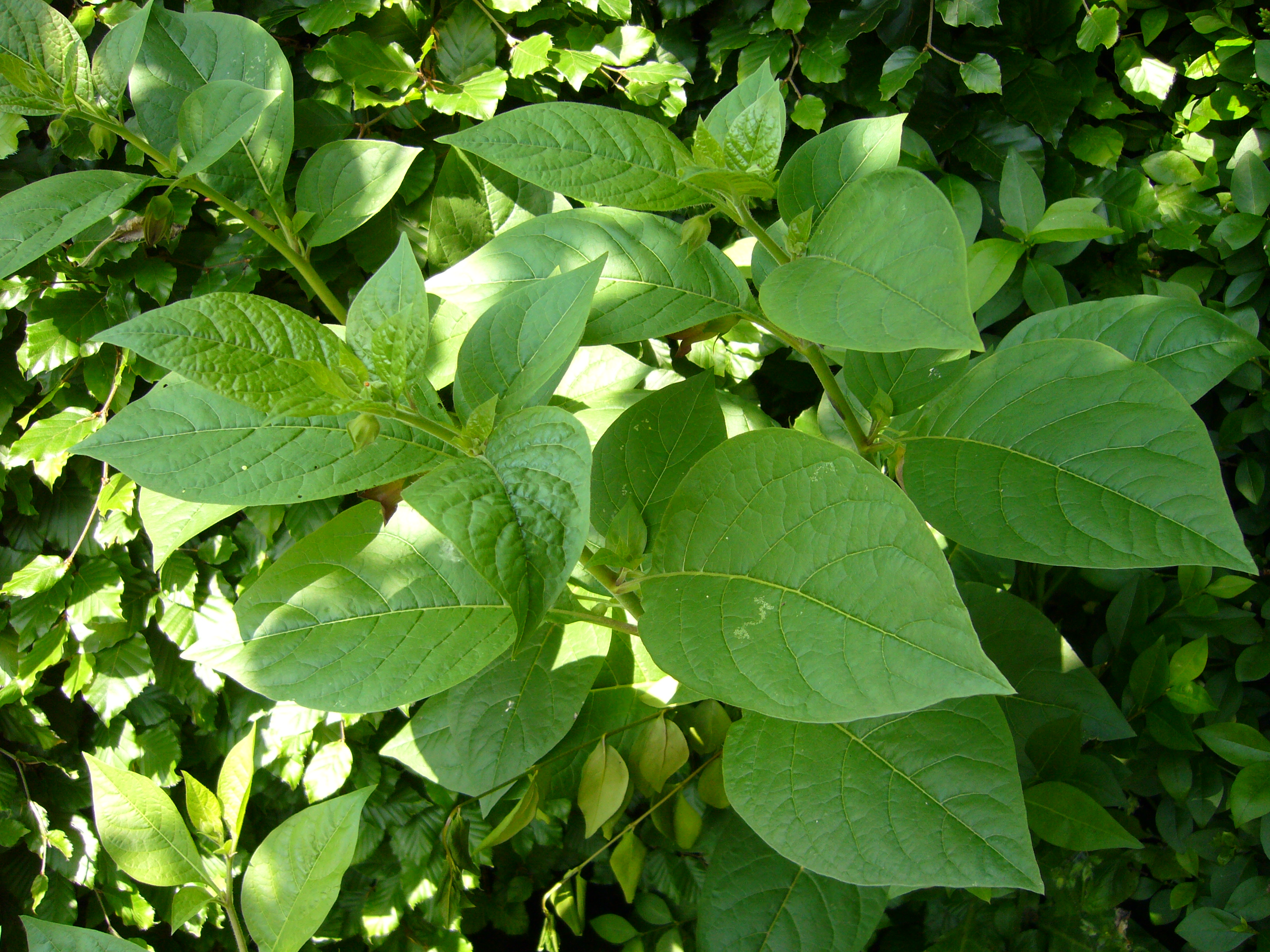
Feuilles de belladone.
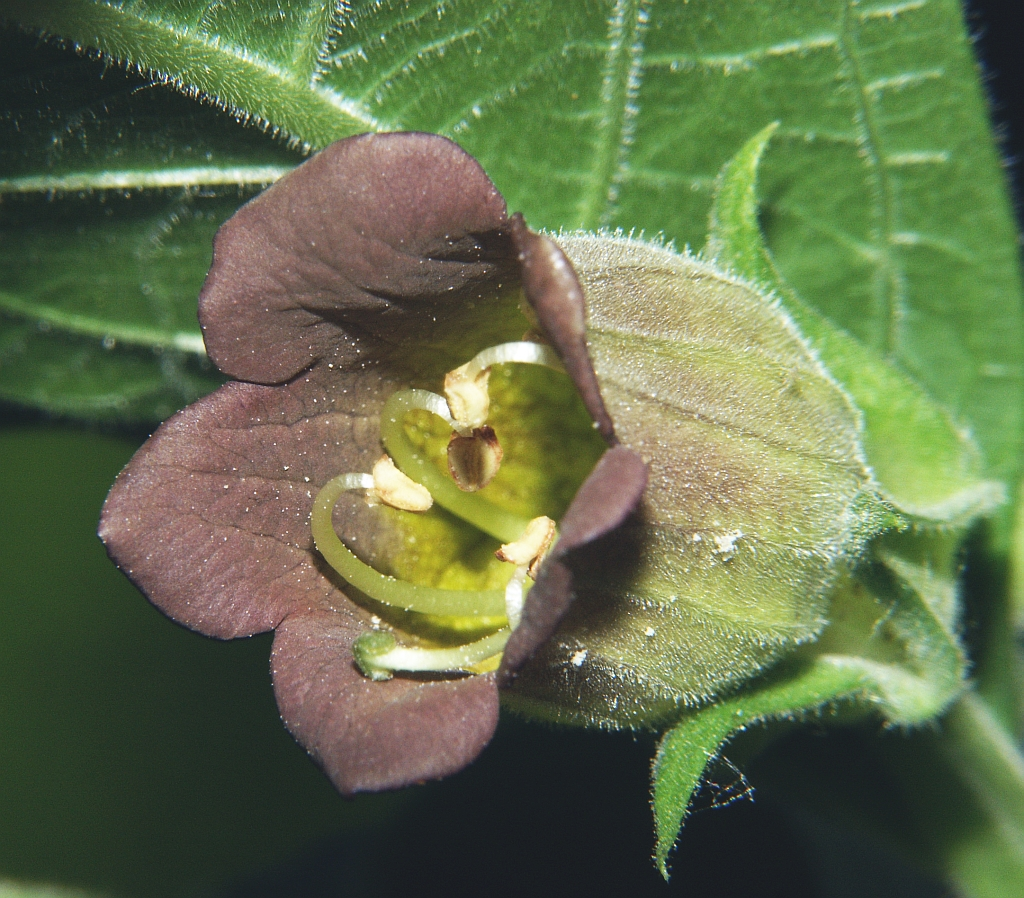
Fleur de belladone.
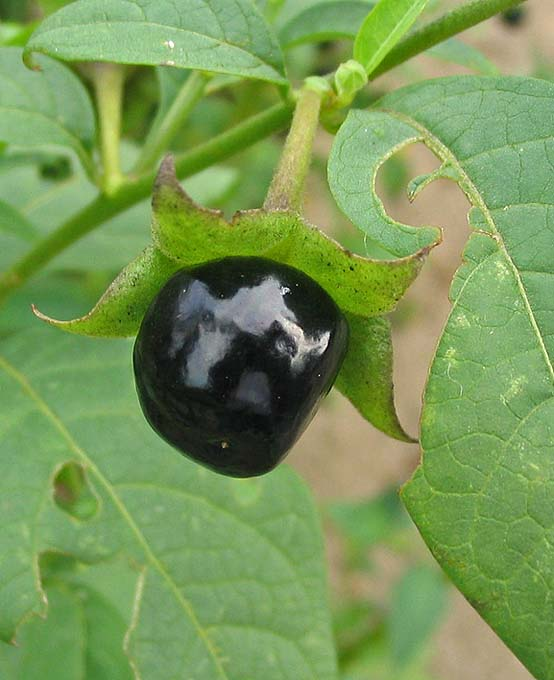
Fruit de belladone.

Les feuilles sont entières, ovales pointues (15 sur 8 cm environ), pétiolées, d'odeur un peu fétide. La floraison débute en juin, mais fleurs et fruits peuvent coexister sur un même pied, d'août à octobre en Europe. Les fleurs sont hermaphrodites, en cloche ou en doigt de gant, solitaires, pendantes, brunes à l'aisselle des feuilles, violacées ou parfois jaunes chez les variétés cultivées. L'inflorescence est en cyme multipare. La pollinisation est entomogame.
Les fruits sont des baies noires luisantes de la taille d'une petite cerise (sphérique, de 15 à 17 mm de diamètre), de couleur noir violet à maturité, luisante. La baie se reconnait facilement par son calice persistant, de forme étoilée (5 dents courtes). La pulpe est juteuse violacée. Les graines sont nombreuses, du gris au noir selon le degré de maturité, d'un diamètre inférieur au millimètre, avec une surface finement chagrinée.
La dissémination des graines est endozoochore, propagées principalement par les oiseaux.
Toutes les parties de la plante sont très toxiques pour l'humain, mais c'est la baie qui provoque le plus grand nombre d'accidents, surtout chez l'enfant par confusion, par exemple la belladone peut se trouver au voisinage de framboisiers sauvages très recherchés.
Il existe une variété assez rare de belladone à fleurs jaunes, dénommée Atropa belladonna var. lutea.

## Distribution
Elle est inégalement répartie en France, de préférence calcicole (sols riches en calcium), elle se trouve dans les clairières de bois humides mésohydriques, eutrophiles, et neutrophiles.
En Europe, on la trouve surtout dans les régions médioeuropéennes et alpines, plateau suisse et Jura, et de l'Afrique du Nord jusqu'au Caucase, qui sont ses régions d'origine (Europe méridonale et centrale, Asie occidentale).
Cependant la belladone a été cultivée et introduite ailleurs. En Grande-Bretagne, elle n'est indigène que sur les sols calcaires, les sols perturbés, les bords des champs, les haies et les forêts claires. Plus répandue en tant qu'exogène, il s'agit souvent d'un vestige de culture en tant qu'herbe médicinale. Dans le sud de la Suède, elle a été enregistrée en 1870 comme cultivée dans des jardins botaniques près de Malmö.
La belladone est naturalisée dans certaines régions d'Amérique du Nord, où elle se trouve souvent dans l'ombre, les endroits humides sur sol calcaire. Elle est considérée comme une espèce de mauvaise herbe dans certaines parties du monde où elle colonise des zones aux sols perturbés.

## Statuts de protection, menaces
En 2021 l'espèce est considérée en Danger (EN) dans le monde mais comme non menacée en France où elle est classée Espèce de préoccupation mineure (LC) par l'UICN.
Toutefois localement l'espèce peut se raréfier : elle est considérée Quasi menacée (NT), proche du seuil des espèces menacées ou qui pourrait être menacée si des mesures de conservation spécifiques n'étaient pas prises, en Bourgogne, Nord-Pas-de-Calais et Aquitaine; elle est considérée Vulnérable (VU) en Auvergne; elle est en Danger-critique (CR) en Poitou-Charentes et Pays-de-la-Loire; en Danger (EN) en Limousin, région Centre et Île-de-France.

## Culture
Atropa belladonna est rarement utilisée dans les jardins, mais, lorsqu'elle est cultivée, c'est généralement pour son port érigé et ses baies voyantes. La germination des petites graines est souvent difficile, en raison des téguments durs qui provoquent la dormance des graines. La germination prend plusieurs semaines dans des conditions de température alternées, mais peut être accélérée avec l'utilisation d'acide gibbérellique. Les plantules ont besoin d'un sol stérile pour éviter la fonte des semis et ressentir les perturbations racinaires pendant le repiquage. [citation nécessaire]

### Réglementation
Par un arrêté du 4 septembre 2020, l'État français donne l'obligation aux distributeurs et vendeurs de Belladone d'informer leurs clients, via un étiquetage spécifique, de sa toxicité,,.

## Histoire

### Antiquité
Très rare en Grèce, la belladone était ignorée ou très peu connue dans l'Antiquité. Il est difficile de reconnaître cette plante dans les textes classiques. Toutefois, elle est probablement décrite par Théophraste sous le nom de Mandragore à fruit noir, de saveur vineuse. Il est donc possible que Atropa belladonna soit considérée comme une plante capable de provoquer à une certaine dose les effets d'une plante magique, hallucinations et transes, associées à la magie noire, mais pouvant provoquer la mort.
En grec ancien, le terme de στρύχνον / strúkhnon renvoie à diverses plantes toxiques, parfois soporifiques, entre lesquelles il est difficile ou impossible de choisir, d’autant plus que Pline et Dioscoride ont mêlé souvent dans leurs notices les caractères morphologiques, Pline compilant Sextius Niger (en) (sa source commune avec Dioscoride) avec Théophraste.

### Moyen Âge et Renaissance
Au XIIIe siècle, sainte Hildegarde indique : « La belladone est dangereuse à manger et à boire pour l’homme car elle agresse son esprit et le rend comme mort. » Elle recommande de l'utiliser en onguent pour soigner les rages de dent, la belladone étant nommée sous le terme dolo, de l'allemand toll (Tollwut signifiant « rage » aujourd'hui).

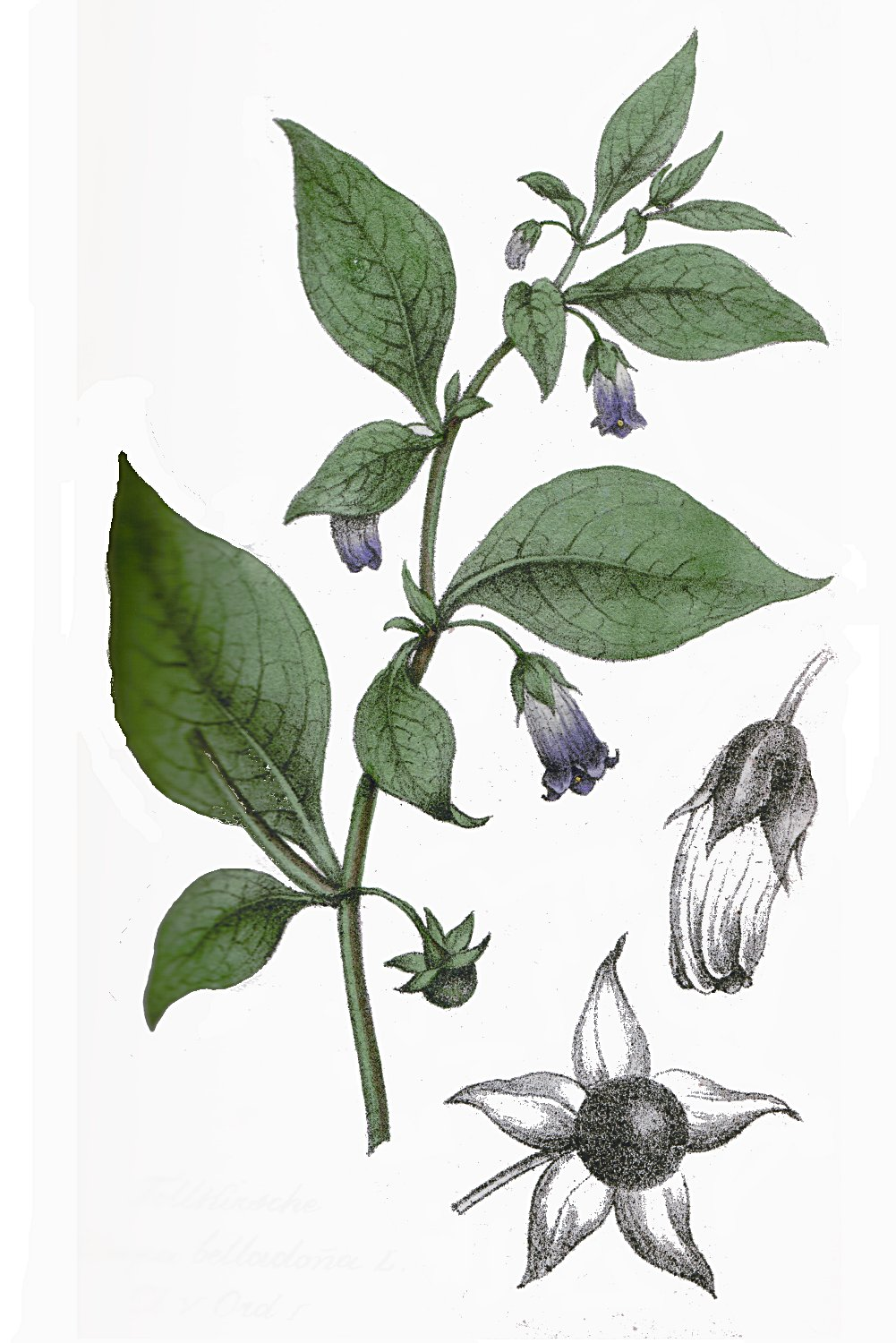
Atropa belladonna

Selon Jules Michelet, au Moyen Âge, les sorcières auraient été les seules à savoir utiliser la belladone par voie interne dans du lait, de l'hydromel, du vin ou par voie externe sous forme d'onguents. Du point de vue moderne, une telle utilisation reste confuse. Selon P. Delaveau, il existe une hypothèse selon laquelle le sabbat des sorcières serait en fait un délire atropinique. Pour se rendre au sabbat, la sorcière chevauchait un manche enduit d'onguent. La résorption au niveau de la vulve, plus intense et plus rapide, aurait entrainé un délire hallucinatoire (lévitation, transport dans un autre lieu, vision du diable).
La belladone est nommée et clairement figurée à partir du XVIe siècle. Elle perd son caractère de plante magique ou de sorcellerie pour devenir plante médicinale, cultivée dans les jardins d'apothicaires.
Poison mortel, la belladone fut aussi utilisée pour parfaire la beauté des femmes de la Renaissance. Les Italiennes élégantes appliquaient sur leurs yeux quelques gouttes d'une infusion à base de belladone qui avait pour effet de dilater leurs pupilles et de leur donner de profonds yeux noirs (« yeux de biche »). D'où l'expression bella donna, c'est-à-dire « belle femme » en italien. Un regard sombre lié à la dilatation de la pupille avait semble-t-il le pouvoir de susciter la convoitise de la gent masculine,. Ce serait l'une des manifestations de l'excitation sexuelle et du désir. La belladone faisait aussi légèrement loucher, ce qui, à l'époque, était caractéristique de la beauté (cf. l'expression « avoir une coquetterie dans l'œil »).
En 1548, Mattioli donne les doses à employer selon l'effet désiré. Ainsi : « Pour rendre une femme un peu folâtre pensant être la plus belle du monde, il faut lui faire boire une drachme de belladone [eau distillée de la plante]. Si on la veut faire plus folle, il lui faudra bailler deux drachmes. Mais qui la voudra faire demeurer folle toute sa vie, il lui convient bailler à boire trois drachmes et non plus ; car si on baillait quatre, on la ferait mourir » (Commentaires sur Dioscoride).

### Temps modernes
Au début du XIXe siècle, les préparations à base de belladone sont utilisées par les médecins allemands Franz Reisinger (de)(1787-1855) et Karl Himly (1772-1837) pour effectuer des examens des yeux.
Bien dosé, un poison peut aussi être un médicament. Ainsi des principes actifs de la belladone, comme l'atropine, sont toujours utilisés en médecine moderne.

## Pharmacologie

### Composition et toxicité
La partie utilisée est la feuille qui contient 7 % d'eau environ et jusqu'à 15 % de matières minérales, et moins de 1 % d'alcaloïdes qui sont les principes actifs. Il s'agit de 90 à 95 % d'alcaloïdes atropiniques : hyoscyamine (dont le racémique est l'atropine) et 5 à 10 % de scopolamine (hyoscine). On trouve aussi des traces de scopolétol (une coumarine), ce qui permet son identification sous ultra-violets.
Les effets de la belladone peuvent différer selon les espèces animales. Parmi les mammifères, les lapins, lièvres et rongeurs sont moins sensibles. Ils possèdent en effet, une atropinase hépatique, enzyme qui dégrade l'atropine.
Les fruits (baies) sont le plus souvent responsables d'intoxications, surtout chez l'enfant (le goût du fruit de la belladone est doux). Ils peuvent aisément confondre les myrtilles et les baies de belladone. Les effets sont extrêmement violents chez l'humain. Chez l'adulte, 10 à 15 baies ingérées peuvent provoquer la mort, 2 à 3 peuvent entrainer une intoxication grave chez l'enfant.
Cette intoxication se manifeste par des troubles digestifs immédiats : nausées, vomissements, avec rejet de débris de baies rouge noirâtre.
Suivent rapidement des troubles neuro-végétatifs : tachycardie, sécheresse de la peau et des muqueuses, gêne respiratoire et pour avaler, douleurs vulvaires chez la fillette, mydriase avec troubles de la vision voire cécité complète transitoire. En même temps des troubles neurologiques apparaissent : anxiété, vertiges, délire gai ou furieux, hallucinations étranges et terrifiantes, crises convulsives.
Par ailleurs on peut noter une hyperthermie, avec rougeur du cou et de la face, une constipation avec rétention urinaire.
L'intoxication évolue vers une prostration, une perte de conscience, un coma calme avec perte des réflexes. La mort peut survenir par paralysie cardio-respiratoire.
Une intoxication humaine peut aussi se produire par consommation d'oiseaux ou d'escargots se nourrissant eux-mêmes de feuilles ou fruits de belladone, à laquelle ils sont insensibles (raison pour laquelle les consommateurs d'escargots les font jeuner ou les nourrissent de farine avant de les cuisiner),.

### Propriétés thérapeutiques
La plante (la feuille) doit être exclusivement réservée à la préparation de formes galéniques en milieu pharmaceutique : teintures, extraits, poudres entrant dans différentes préparations (sirops, suppositoires).
Son action parasympatholytique (principe actif atropine) est la principale raison de son emploi en thérapeutique.
Elle entrait dans la composition de diverses préparations à visée antispasmodique : troubles fonctionnels du tube digestif et des voies biliaires, en association avec des laxatifs. Cette dernière association, médicalement non rationnelle, était présente dans des « dépuratifs », dont « tout usage prolongé devait se révéler plutôt caustique » selon Pierre Lieutaghi. Ces dépuratifs étaient encore vendus en pharmacie rurale en Haute-Provence jusque dans les années 1980.
Les effets psychodysleptiques de la belladone et la découverte de nouvelles classes thérapeutiques lui confèrent un mauvais rapport bénéfice-risque pour le traitement de la plupart des affections, ce qui a entraîné sa suppression progressive de nombreuses spécialités pharmaceutiques vers la fin du XXe siècle, et l'abandon de ces spécialités (même sans belladone) au début du XXIe siècle.

## Galerie

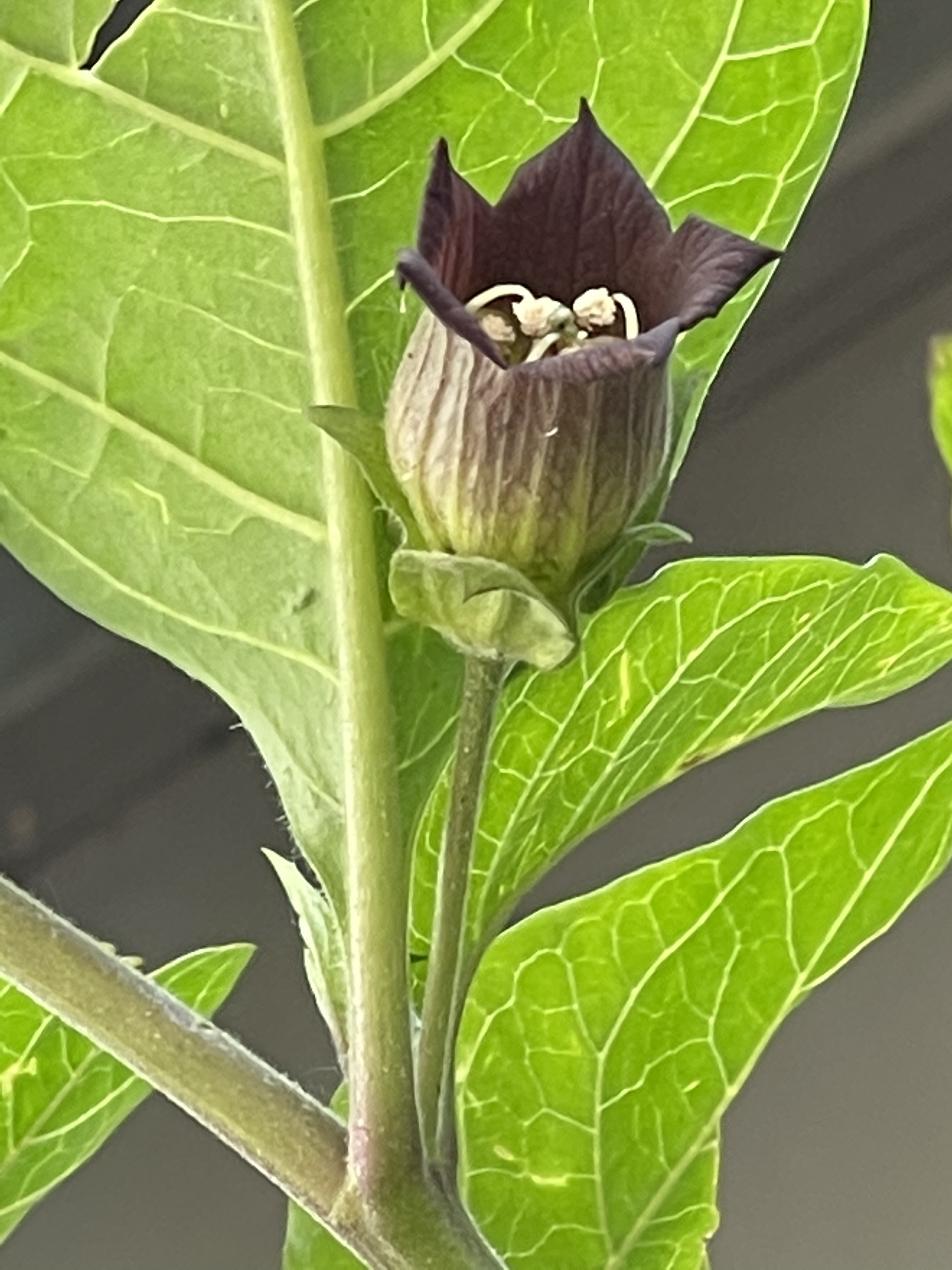
Fleur unique, montrant un long pédicelle jaillissant de l'aisselle des feuilles.
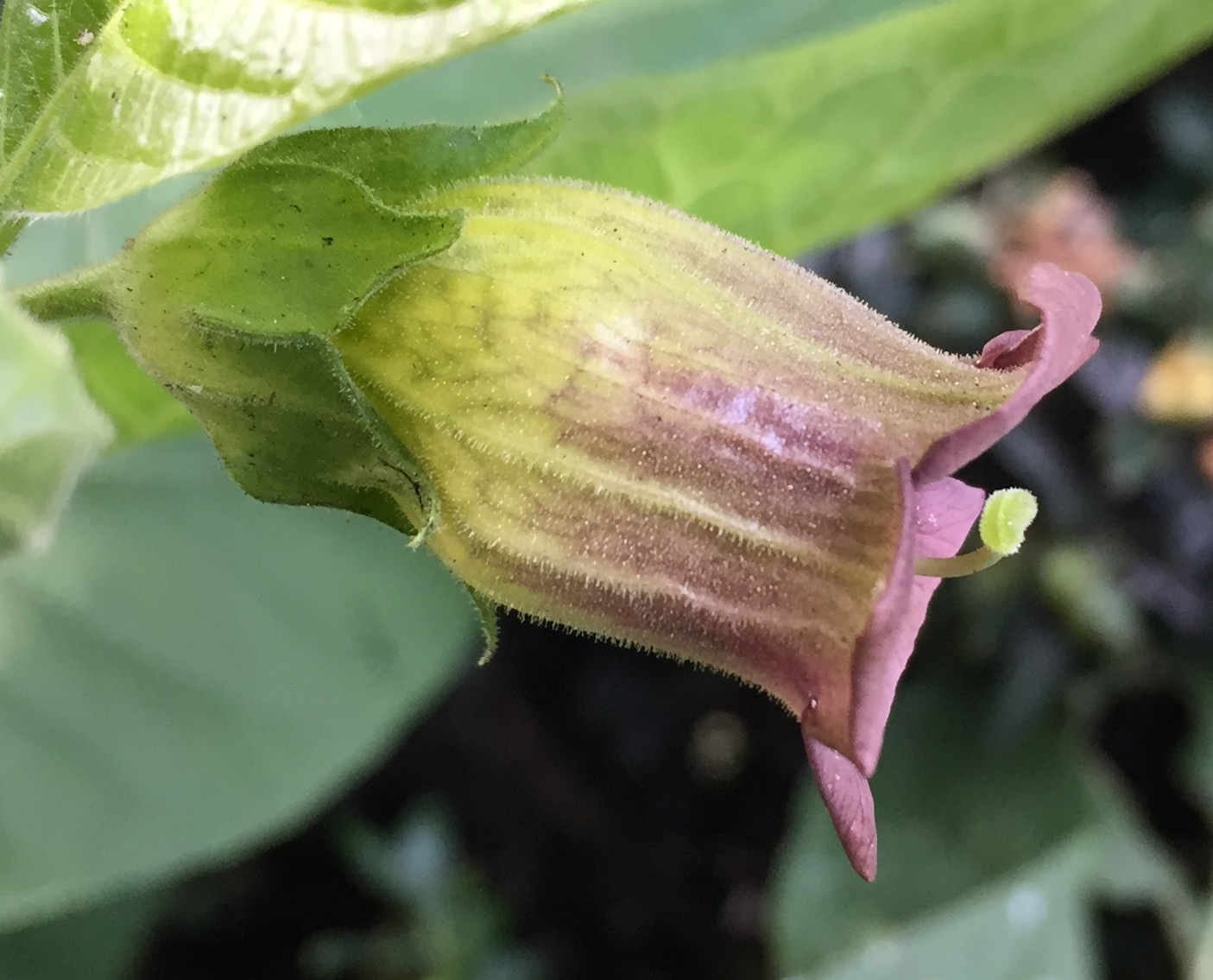
Atropa belladonna L. Corolle et calice de fleur simple de profil.
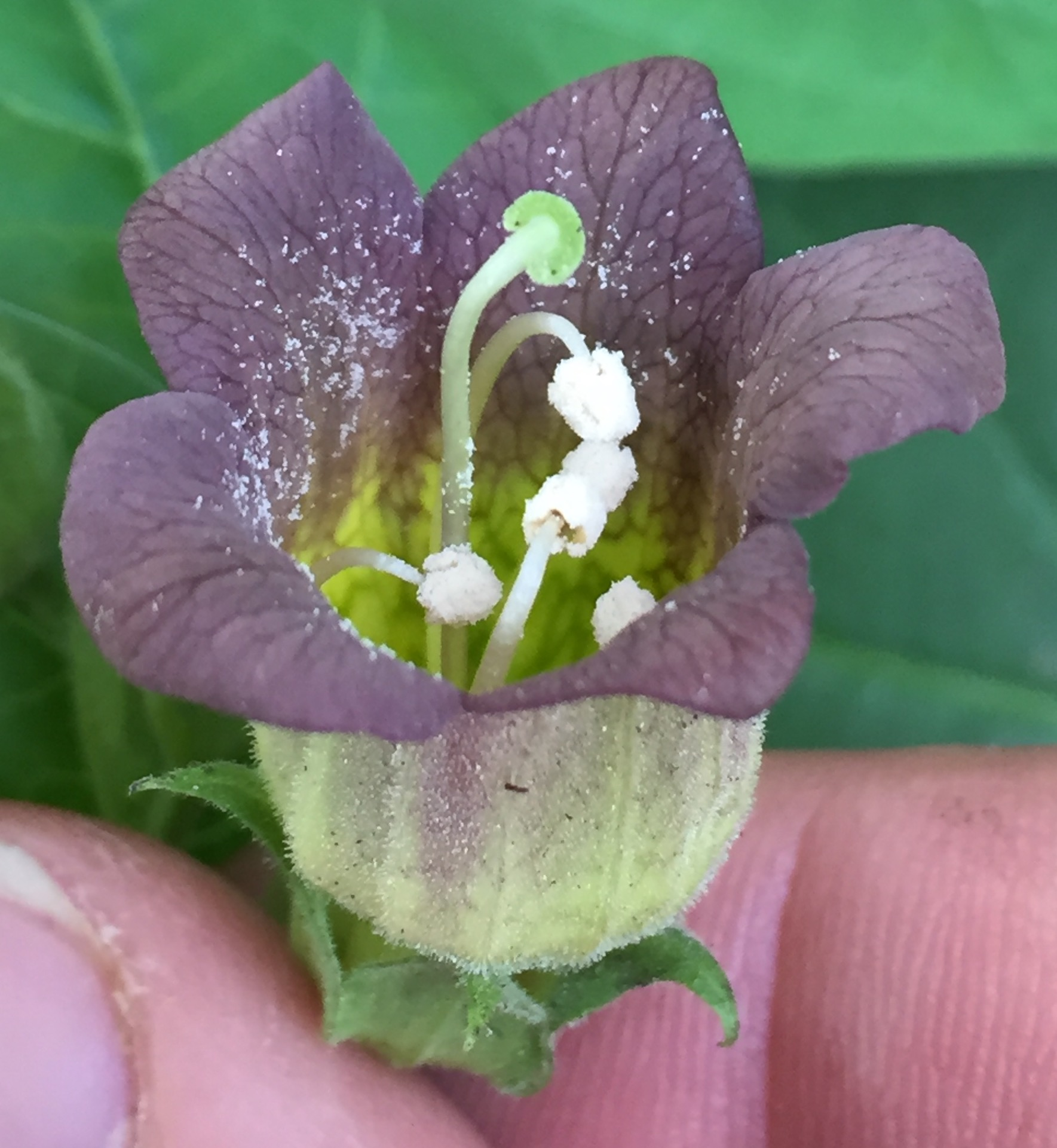
Atropa belladonna L. Fleur simple inclinée pour montrer à la fois l'extérieur et l'intérieur.
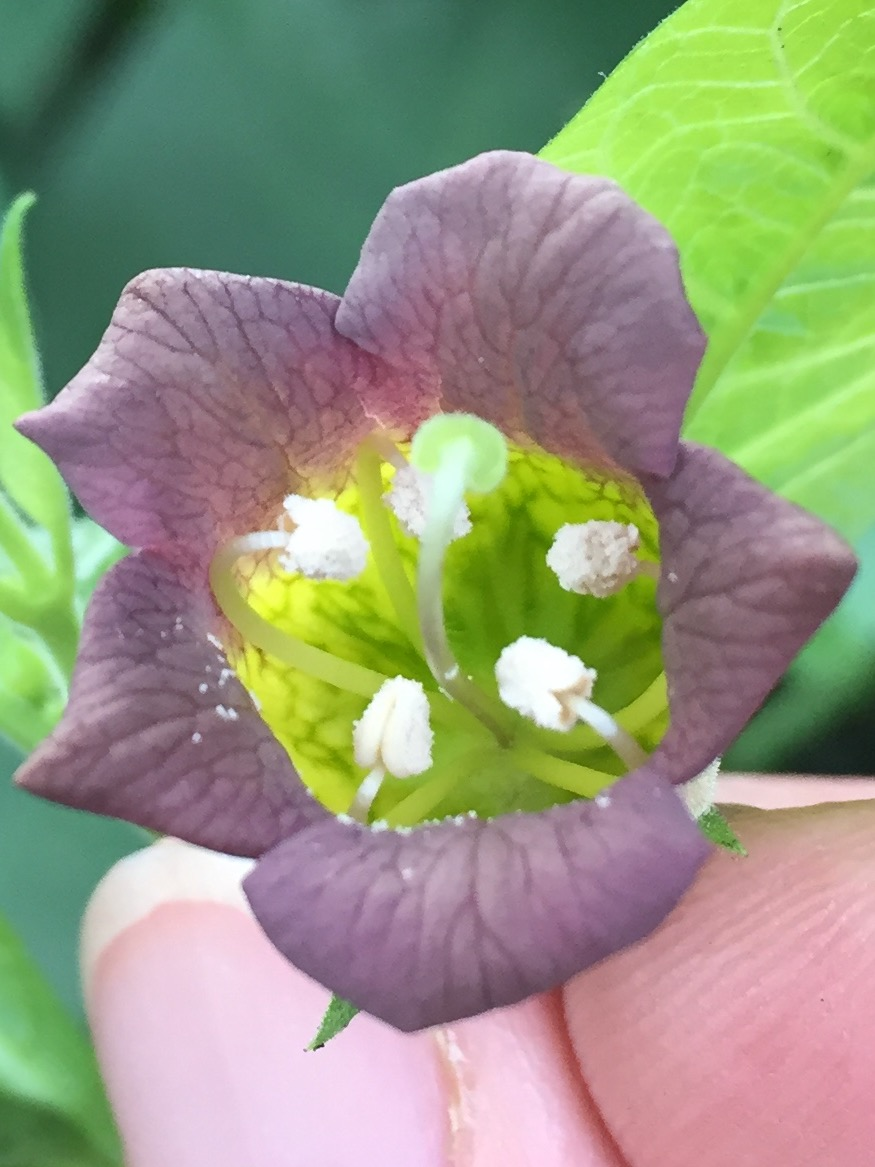
Atropa belladonna L. Fleur simple, pleine face, montrant la base de la corolle réticulée et l'insertion d'étamines (caractéristiquement bouclées) et de pistil.
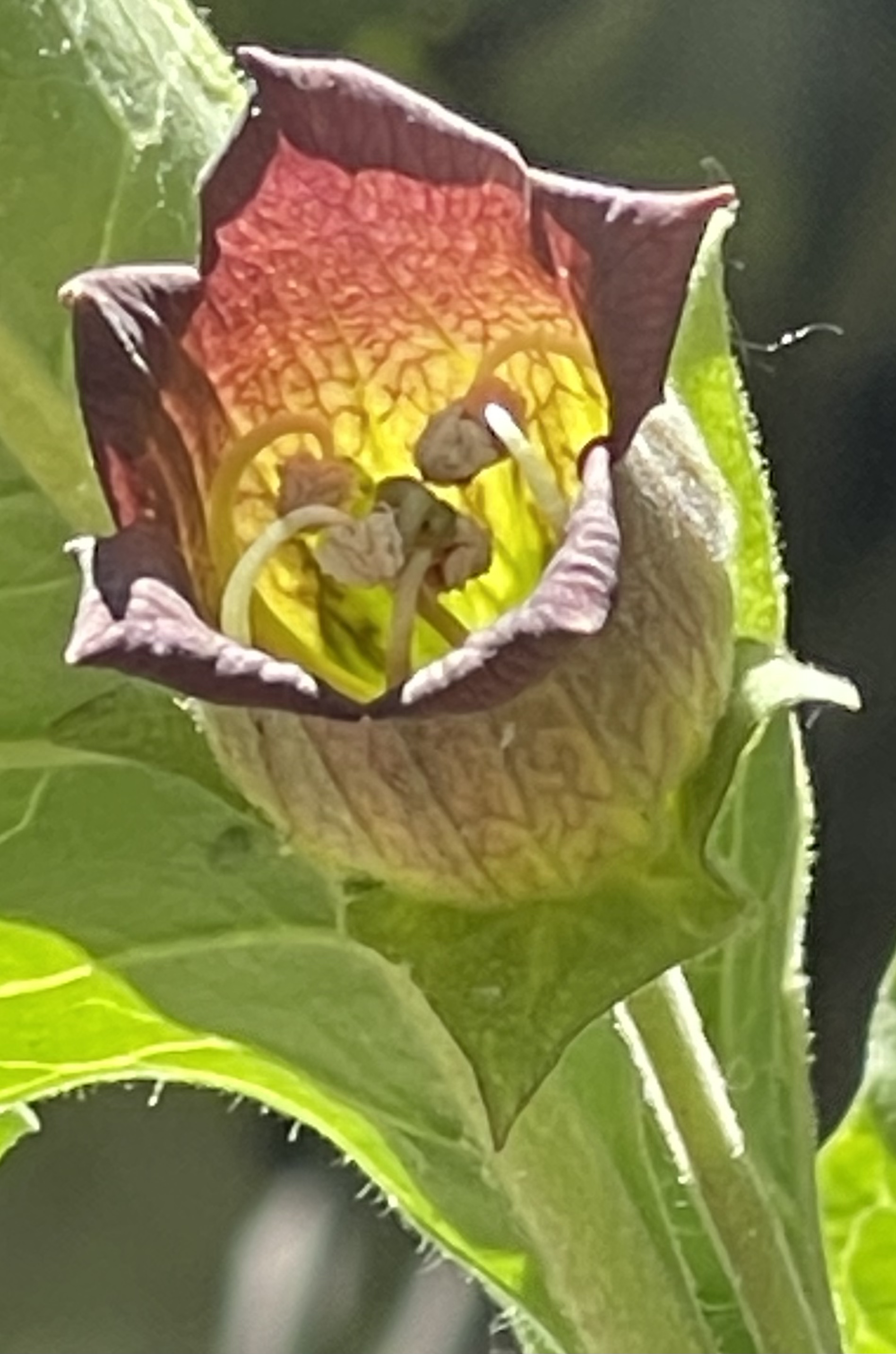
Atropa belladonna L. fleur simple rétro-éclairée par la lumière du soleil pour révéler la réticulation violette du tube de la corolle vert jaunâtre.
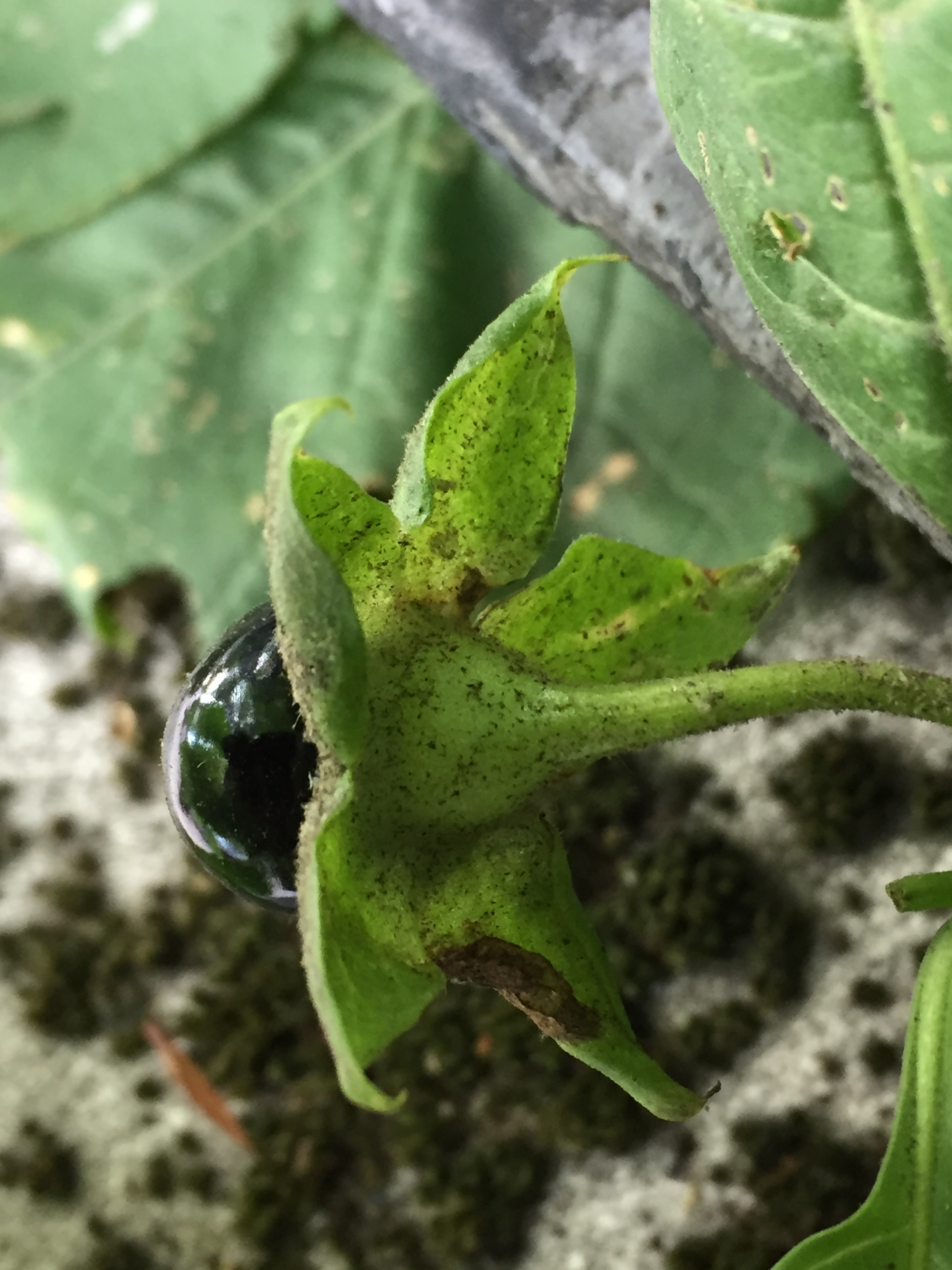
Atropa belladonna L. Revers du calice fructifère, montrant les dos concaves des lobes du calice avec de la saleté provenant de la pollution de l'air recouvrant des trichomes collants.
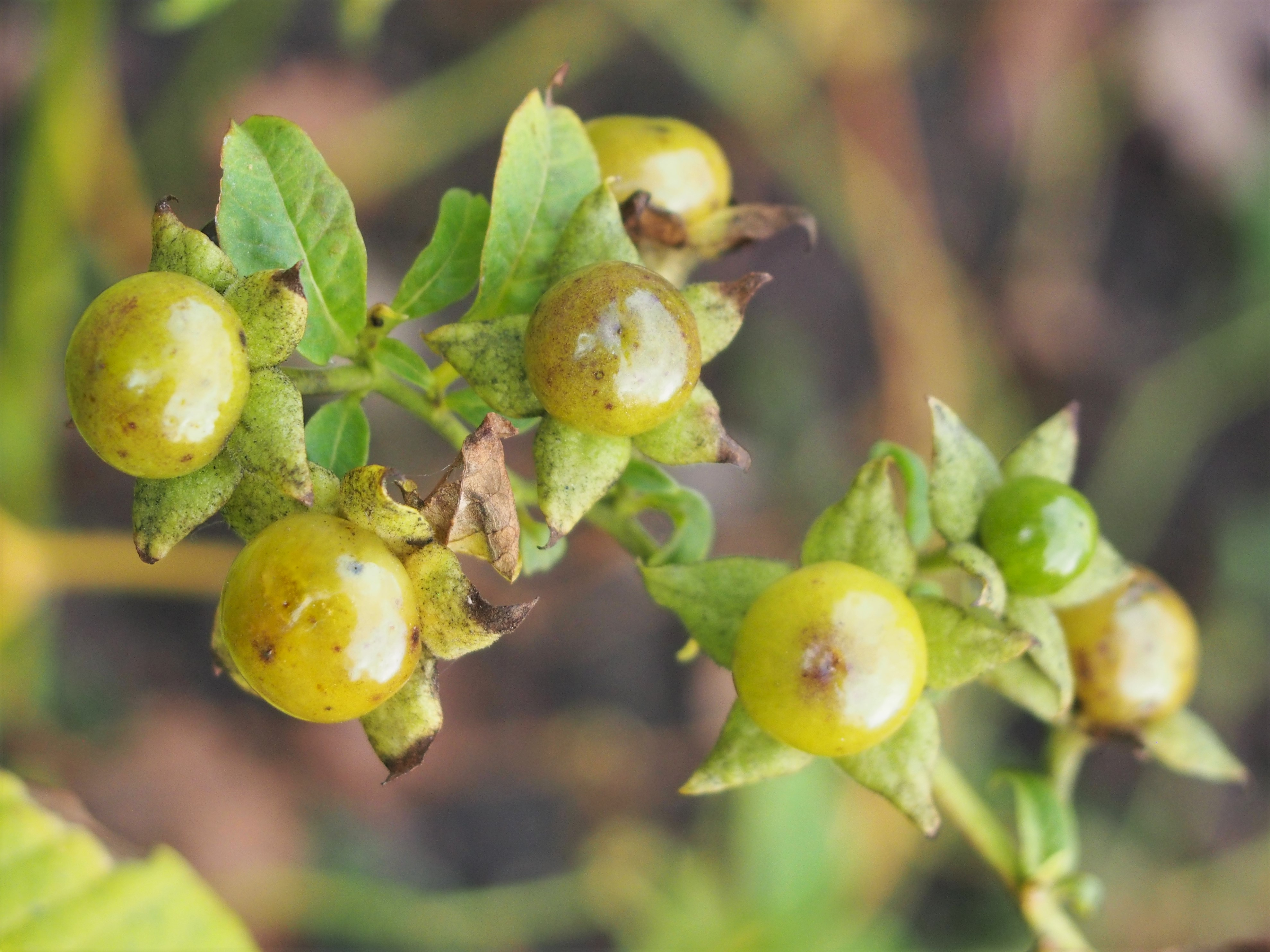
Les baies jaunes translucides d' Atropa belladonna lutea .